# Kabile
Kabile (Bulgaars: Кабиле) is een dorp in de Bulgaarse gemeente Toendzja, oblast Jambol. Het dorp ligt 5 km ten noorden van Jambol en 258 km ten zuidoosten van Sofia.

## Bevolking
De eerste officiële volkstelling van 1934 registreerde 758 inwoners. Dit aantal groeide tot een hoogtepunt van 1.251 inwoners in 1975. Sindsiden neemt het inwonersaantal langzaam maar geleidelijk af. Op 31 december 2019 telde het dorp 867 inwoners.

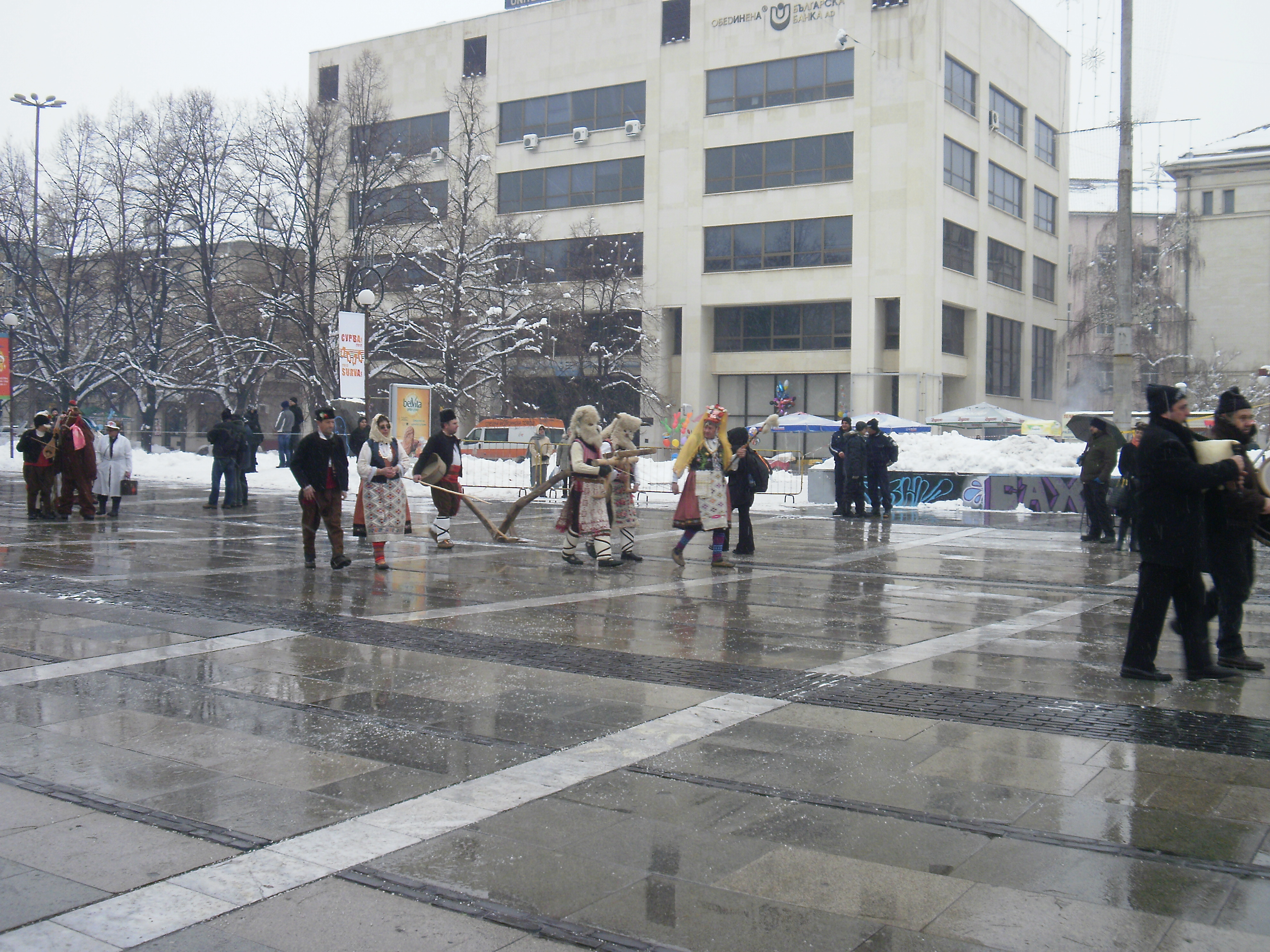
Inwoners uit Kabile vieren kukeri in Pernik

Van de 984 inwoners reageerden er 954 op de optionele volkstelling van 2011. Zo’n 937 personen identificeerden zichzelf als etnische Bulgaren (98%), gevolgd door 8 Roma (1%).
Het dorp heeft een ongunstige leeftijdsopbouw. Van de 984 inwoners die in februari 2011 werden geregistreerd, waren er 101 jonger dan 15 jaar oud (10%), 648 inwoners waren tussen de 15-64 jaar oud (66%), terwijl er 235 inwoners van 65 jaar of ouder werden geteld (24%).

## Economie
De meeste inwoners van Kabile zijn werkzaam in stad Jambol. De werkloosheid is ongeveer 7% van de werkzame bevolking, oftewel ±30 mensen. In het dorp Kabile is er een hotel, een banketbakkerij, een Lidl-distributiecentrum en een brouwerij (Vinprom).